# Himmelstalundshallen
Himmelstalundshallen je hokej dvorana koja se nalazi u švedskom gradu Norrköpingu.
Svečana inauguracija obavljena je 1977. godine.
Pored hokeja, koji je glavna aktivnost u dvorani, u dvorani je moguće igrati i dvoranski nogomet, dvoranski bandy i rukomet.
Maksimalan kapacitet dvorane je do 4 500 posjetitelja.
Nekoliko utakmica Svjetskog prvenstvo u rukometu 2011. održano je u njoj. Tijekom SP u košarci 2003. jedna od grupa se natjecala u ovoj dvorani.